# Nghiên cứu tiếp thị
Nghiên cứu tiếp thị tiêu dùng là một phân ngành của xã hội học ứng dụng, tập trung vào việc thấu hiểu hành vi, ý thích và sở thích của người tiêu dùng trong một nền kinh tế thị trường và hướng tới việc tìm hiểu những tác động, cũng như so sánh sự thành công của các chiến dịch tiếp thị. Đi tiên phong trong việc xem xét nghiên cứu tiếp thị tiêu dùng như là một nhánh của khoa học thống kê là ông Arthur Nielsen, người mà sau này đã lập ra công ty ACNielsen năm 1923 và sau đó là Trung tâm nghiên cứu tiếp thị ACNielsen.
Các lĩnh vực khác của nghiên cứu kinh doanh bao gồm:
- Nghiên cứu thị trường
- Nghiên cứu sản phẩm
- Nghiên cứu quảng cáo

Nghiên cứu là một công việc vừa hàn lâm vừa mang tính chất thực tiễn, đó là việc chúng ta tập hợp các thông tin đang tồn tại, trong đó bao gồm những thông tin mới xuất hiện, để gia tăng hiểu biết của chúng ta về một lĩnh vực chuyên ngành nào đó. Nghiên cứu bao gồm nhiều lĩnh vực từ y khoa đến văn chương. Nghiên cứu tiếp thị, hay nghiên cứu thị trường, một dạng của nghiên cứu kinh doanh, nhìn chung có thể chia làm hai loại: nghiên cứu tiếp thị tiêu dùng và nghiên cứu thị trường (đồng nghĩa với một khái niệm được dùng phổ biến hơn là nghiên cứu thị trường công nghiệp). Nghiên cứu tiếp thị tiêu dùng nghiên cứu hành vi mua hàng của cá nhân, trong khi nghiên cứu thị trường điều tra việc bán các sản phẩm từ công ty này đến công ty khác.

## Phân loại
- Nghiên cứu quảng cáo
- Thử nghiệm nhãn hàng
- Thử nghiệm khái niệm
- Nghiên cứu quá trình quyết định của người mua: xác định cái gì là động lực khiến mọi người mua hàng hóa và họ đã sử dụng quy trình ra quyết định nào.
- Nghiên cứu sự hài lòng của khách hàng:
- Ước đoán nhu cầu
- Nghiên cứu định vị
- Thử nghiệm độ co dãn về giá
- Dự đoán doanh số
- Nghiên cứu sự phân khúc thị trường

## Phương pháp
Theo phương pháp, nghiên cứu tiếp thị sử dụng các hình thức nghiên cứu sau đây:

### Dựa trên bảng câu hỏi
- Nghiên cứu định tính
- Nghiên cứu định lượng